# Jan Myszka-Chołoniewski
Jan Myszka-Chołoniewski herbu Korczak (ur. 1779 w Chołoniowie, zm. 1855) – marszałek stanu włodzimierski, marszałek szlachty guberni wołyńskiej.

## Biografia
Marszałek szlachty guberni wołyńskiej od 13 lipca 1815, kawaler orderu św Włodzimierza. Mąż Józefy Rzyszczewskiej. Syn Adam, ożeniony z Kamillą Światopełk-Czetwertyńską.